# Ida (film)
Ida is een Pools-Deense film uit 2013 onder regie van Paweł Pawlikowski. De film ging in première op 7 september op het Internationaal filmfestival van Toronto en is opgenomen in zwart-wit.

## Verhaal
De jaren 1960 in Polen, 1962, om precies te zijn. Anna, een jonge novice, wordt door haar moeder-overste verteld dat ze haar geloften pas mag afleggen nadat ze haar familie bezocht heeft. Anna reist naar haar tante Wanda, een zwaar drinkende rechter en voormalig officier van justitie tijdens het stalinistisch regime. Wanneer deze nuchter is, onthult ze de werkelijke naam van Anna, die Ida Lebenstein blijkt te zijn. Haar ouders waren joden die tijdens de oorlog werden vermoord. Ida besluit dat ze hun laatste rustplaats wil vinden en maakt samen met Wanda een reis die zowel licht zal werpen op hun verleden als gaat beslissen over hun toekomst.

## Rolverdeling
| Acteur              | Personage       |
| ------------------- | --------------- |
| Agata Trzebuchowska | Ida Lebenstein  |
| Agata Kulesza       | Wanda Gruz      |
| Joanna Kulig        | zanger          |
| Dawid Ogrodnik      | Lis, saxofonist |
| Adam Szyszkowski    | Feliks Skiba    |
| Jerzy Trela         | Szymon Skiba    |

## Prijzen en nominaties
De film behaalde een veertigtal prijzen. De belangrijkste zijn:
| Jaar                 | Prijs                    | Categorie                                                       | Genomineerde(n)              | Uitslag     |
| -------------------- | ------------------------ | --------------------------------------------------------------- | ---------------------------- | ----------- |
| 2015                 | Oscars                   | Beste Buitenlandse film                                         | Beste Buitenlandse film      | Gewonnen    |
| 2015                 | Golden Globe             | Best Foreign Language Film                                      | Best Foreign Language Film   | Genomineerd |
| 2015                 | BAFTA Awards             | Beste niet-Engelstalige film                                    | Beste niet-Engelstalige film | Gewonnen    |
| 2014                 |                          |                                                                 |                              |             |
| European Film Awards | Beste film               | Ida                                                             | Gewonnen                     |             |
| European Film Awards | Beste regisseur          | Pawel Pawlikowski                                               | Gewonnen                     |             |
| European Film Awards | Beste scenario           | Pawel Pawlikowski & Rebecca Lenkiewicz                          | Gewonnen                     |             |
| European Film Awards | Beste cinematografie     | Lukasz Zal & Ryszard Leczewski                                  | Gewonnen                     |             |
| European Film Awards | Publieksprijs            | Ida                                                             | Gewonnen                     |             |
| European Film Awards | Beste actrice            | Agata Kulesza                                                   | Genomineerd                  |             |
| European Film Awards | Beste actrice            | Agata Trzebuchowska                                             | Genomineerd                  |             |
| 2013                 | Filmfestival van Toronto | International Critics' Award (FIPRESCI) - Special Presentations | Pawel Pawlikowski            | Gewonnen    |